# Калуга (Баштанський район)
Калу́га — село в Україні, у Березнегуватській селищній громаді Баштанського району Миколаївської області. Населення — 949 осіб.

## Історія
Козацьке поселення Михайлівка. Засноване Радовичем Юрієм Михайловичем приблизно 1710 року. У 1812 році особам Калужського полку, які відзначились у війні з Наполеоном, були даровані земельні наділи, а  населений пункт перейменовано в Калугу. Станом на 1886 рік в селі, центрі Калузької волості Херсонського повіту Херсонської губернії, мешкало 1174 особи, налічувалось 270 домогосподарств, існували православна церква, школа та три лавки. За 6 верст — цегельний завод.

## Населення

### Мова
Розподіл населення за рідною мовою за даними перепису 2001 року:
| Мова       | Відсоток |
| ---------- | -------- |
| українська | 96,52 %  |
| румунська  | 1,37 %   |
| вірменська | 1,06 %   |
| російська  | 1,05 %   |